# Wierzchowo (Szczecinek)
Wierzchowo (deutsch Wurchow) ist ein Dorf in der polnischen Woiwodschaft Westpommern. Es gehört zur Landgemeinde Szczecinek (Neustettin) im Powiat Szczecinecki (Kreis Neustettin).

## Geographische Lage
Wierzchowo am Westufer des Jezioro Wierzchowo (Virchowsee) gelegen, durchzieht die belebte polnische Landesstraße 11, die von Kołobrzeg (Kolberg) an der Ostsee über Posen bis nach Bytom (Beuthen) in Oberschlesien führt (sie war zwischen Kolberg und Kolmar vor 1945 die deutsche Reichsstraße 160). Bis zur Kreisstadt und dem Zentrum der Gemeinde Szczecinek im Süden sind es 17 Kilometer, bis nach Bobolice (Bublitz), der nächstgelegenen Stadt im Norden sind es 10 Kilometer. Die kleine Stadt Biały Bór (Baldenburg) im Osten ist in 17 Kilometern erreichbar.
Ein direkter Bahnanschluss besteht nicht. Die nächste Bahnstation ist Iwin (Elfenbusch) an der Bahnstrecke Szczecinek–Kołobrzeg.

## Geschichte
In Wurchow lag eine Burg, die eine längs der Grenze Pommerns verlaufende Handelsstraße von der Ostsee nach Polen zu verteidigen hatte; am Ortsausgang nach Bublitz lag noch der Überrest einer Vorburg; lange (bis 1892) gehörte das Gut zum ausgedehnten Besitz der Familie von Glasenapp, die hier auch ein Herrenhaus des 17. Jahrhunderts erbaut hatte.
Im Jahr 1900 zählte die Gemeinde Wurchow 535 Einwohner, hinzu kamen die Gutsbezirke Wurchow A mit 530 und Wurchow B mit 175 Einwohnern. Im Jahr 1929 löste man die Gutsbezirke auf und gliederte sie in die Gemeinde ein.
Im Jahre 1925 registrierte Wurchow 927 Einwohner, deren Zahl sich 1939 auf 1116 und 1939 auf 1246 Einwohner erhöhte.
Vor 1945 gehörte Wurchow zum Landkreis Neustettin im Regierungsbezirk Köslin der preußischen Provinz Pommern. Es bildete einen selbständigen Amtsbezirk, war Pfarrdorf eines evangelischen Kirchspiels und Sitz eines Standesamtes. Das zuständige Amtsgericht war das in Neustettin. Die Gemeinde Wurchow umfasste neben dem Ort Wurchow die Wohnplätze Biall, Grünhof, Neu Quakow, Peterkau, Schootkrug, Schwinarge, Wilhelmshöh und Ziegelei Wurchow.
Seit 1945 gehört der jetzt „Wierzchowo“ genannte Ort zu Polen und ist heute Teil der Gmina Szczecinek im Powiat Szczecinecki der Woiwodschaft Westpommern. Der Ortsname Wierzchowo ist in Polen häufiger, und schon sechs Kilometer weiter östlich liegt das Dorf Stare Wierzchowo (Sassenburg), mit dem es häufig verwechselt wird.

## Kirche

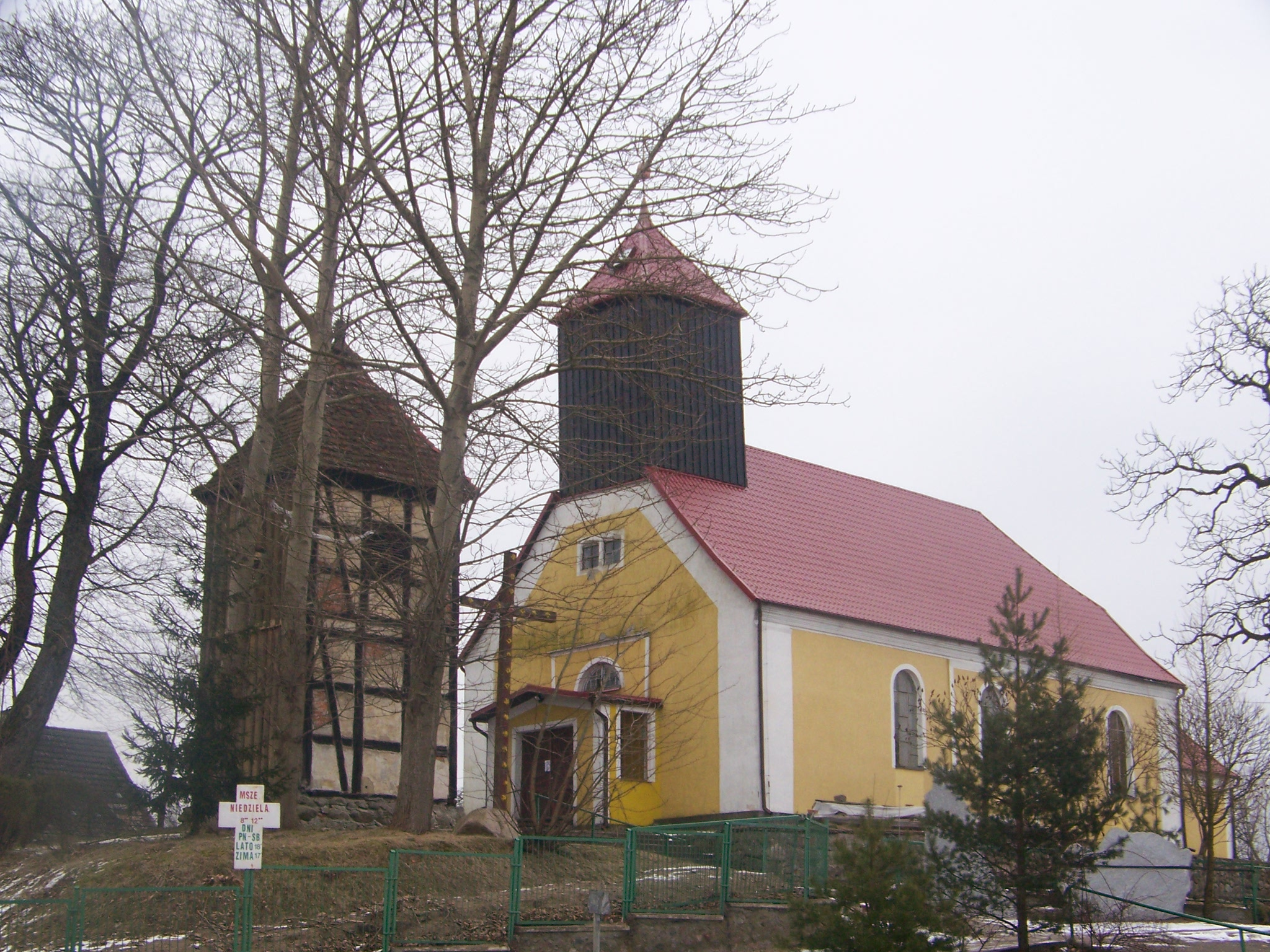
Die Kirche in Wierzchowo (Wurchow)

### Kirchspiel/Pfarrei
Bis 1945 war die Bevölkerung von Wurchow überwiegend evangelischer Konfession. Der Ort war Pfarrsitz des Kirchspiels Wurchow, zu dem auch die Kirchen in Sassenburg (heute polnisch: Stare Wierzchowo) und Grumsdorf (Grąbczyn), die Predigtstellen Bernsdorf (Krągłe) und Quarkowo (Kwakowo) sowie sieben weitere Ortschaften gehörten.
Das Kirchspiel Wurchow lag im Kirchenkreis Bublitz (Bobolice) im Ostsprengel der Kirchenprovinz Pommern der Evangelischen Kirche der Altpreußischen Union. 1940 zählte es insgesamt 2.493 Gemeindeglieder, von denen 1.486 in der Pfarrgemeinde Wurchow wohnten. Das Kirchenpatronat oblag dem Gemeindekirchenrat unter Beteiligung der örtlichen Rittergutsbesitzer, darunter für Wurchow die Familie von Wedemeier in Buchwald (Trzebiechowo).
Heute ist Wierzchowo Sitz einer katholischen Pfarrei. Zu ihr gehören die Filialkirchen Kusowo (Küssow) und Trzebiechowo (Buchwald). Die Pfarrei Wierzchowo liegt im Dekanat Bobolice (Bublitz) im Bistum Köslin-Kolberg der Katholischen Kirche in Polen. Das Gotteshaus trägt heute den Namen Kościół pw. Wniebowzięcia Najświętsej Maryi Panny (Mariä Himmelfahrt).

### Pfarrer 1590–1945
Seit der Reformation bis 1945 amtierten in Wurchow 13 evangelische Geistliche:
| - Joachim Moltzahn, 1590–1591 - Joachim Mylich - Paul Rasch, 1691–1707 - Johann Reineck, 1708–1710 - Johann Christian Richter, 1710–1715 - Martin Gotthard Erberhardi, 1716–1730 - Peter Georg König, 1731–1774 | - Joachim Friedrich König (Sohn des Vorherigen), 1774–1778 - Karl Wilhelm Witte, 1779–1814 - Johann Ludwig Hanisch, 1816–1857 - Karl Gottlieb Theodor Splittgerber, 1857–1887 - Wilhelm Ludwig Otto Georg Staemmler, 1888–? - August Jeschke, 1921–1945 |

## Söhne und Töchter des Ortes
- Erdmann von Glasenapp (1660–1721), preußischer Generalmajor und Dekan des Domkapitels zu Cammin
- Caspar Otto von Glasenapp (1664–1747), preußischer Generalfeldmarschall und Gouverneur von Berlin
- Maximilian von Versen (1833–1893), preußischer General der Kavallerie und Generaladjutant Kaiser Wilhelms II.